# Ice (canción de Kelly Rowland)
«Ice» es una canción grabada por la cantante y compositora Kelly Rowland, con el rapero Lil Wayne. Fue lanzado el 24 de agosto de 2012. Originalmente fue el primer sencillo del cuarto álbum de estudio de Rowland, Talk a Good Game, sin embargo, no hizo el corte final del álbum. La canción fue escrita por Rowland, Sean Garrett, Noel Fisher y Wayne, mientras que la producción fue dirigida por Garrett y Fisher. "Ice" es la tercera colaboración entre Rowland y Wayne.
«Ice» es una canción midtempo R&B, que cuenta con un ritmo atronador, castañetas y luz sintetizador riffs. En la canción, Rowland instruye a su amante masculino sobre cómo utilizar correctamente un cubo de hielo sobre su cuerpo desnudo. "Ice" recibió críticas positivas de los críticos de música, que elogiaron su sexy voz.

## Antecedentes
Tras el lanzamiento de su tercer álbum de estudio, Rowland comenzó a trabajar en su próximo cuarto álbum de estudio. Ella dijo: "Yo estoy en el estudio. Man, que ha sido tan divertido. Me hubiera gustado que algunos de mis fanes podrían estar ahí para eso... [lo] he grabado un montón de momentos para mis fanes". El 30 de junio de 2012, un adelanto de dos minutos de "Ice" se filtró en Internet. La versión completa filtró en Internet el 3 de julio de 2012, con Rowland tweets: "Bueno, supongo que has oído #ICE... Gracias por el amor y apoyo, pero estoy feliz de que lo ama como yo.!». El 7 de agosto de 2012, Rowland dio a conocer el arte de la cubierta para la canción. La imagen muestra una ventana de vapor en la que se inscribe el título de la canción. "Ice" fue enviado a la radio urbana en los Estados Unidos el 14 de agosto de 2012, según el primer sencillo del próximo álbum de estudio de cuarto de Rowland, que en el momento estaba destinado a ser titulado Year of the Woman. Fue lanzado a través de las tiendas iTunes desde el 24 de agosto de 2012.

## Composición
"Ice" fue escrito por Rowland, Sean Garrett, Noel Fisher y Lil Wayne, mientras que la producción fue dirigida por Fisher y Garrett. La canción cuenta con la voz invitada de Wayne, quien previamente colaboró con Rowland en "Motivación". "Ice" es un mid-tempo lento R&B canción, también consideró "una balada melódica", que cuenta con un ritmo atronador, el dedo encaje y ligera sintetizador riffs. Un miembro de la cabina de DJ escribió que Rowland "utiliza un sintetizador -impulsada y batir purificador-friendly de detalle productor para establecer el estado de ánimo, dejando que el mundo sepa que el amor de su hombre es tan bueno que le da escalofríos".
Líricamente, la canción, Rowland instruye a su amante masculino sobre cómo utilizar correctamente un cubo de hielo sobre su cuerpo desnudo.

## Recepción de la crítica
"Ice" ha recibido críticas positivas de la mayoría de los críticos de música. Erika Ramírez de Billboard revista escribió que "La canción liquidación lenta cuenta tanto la Sra. Kelly y Lil Wayne elevar de nuevo la temperatura cuando a puerta cerrada".  Rap-Up elogió la voz de Rowland, escribiendo, "La diva del R&B derrite el Sean pista Garrett-escribió con su sexy voz. MTV Reino Unido estuvo de acuerdo, por escrito "Las características únicas sexy voz impecable de Kelly elevación de la temperatura ambiente, mientras que Weezy lo enfría con su flujo frío". Siguiendo los mismos pensamientos, Chris Eggersten de Hitfix escribió que "'Ice' es una canción pegadiza que se celebró por la entrega vocal sólida de Rowland y la letra descaradamente sexuales que realmente va llenan su cupo placer culpable por la noche". Trent Fitzgerald de PopCrush concedió cuatro de cinco estrellas, escribiendo "Si usted está buscando el fresco perfecto hasta entonces echa un vistazo a nueva canción de Kelly Rowland".
Sin embargo, Katherine St Asaph de Dust Pop dio a la canción 2.5 de cinco estrellas, escribiendo que la canción "es más como un baño elaborado y se deja enfriar. Es por eso que el coro (y las primeras letras) puede comenzar con algo tan asegurada como "usted es como el hielo, el ICE, se siente tan bien", ¿por qué la única sorpresa sobre la obra de cubitos de hielo es como poco ceremonioso que entra en escena, ¿por qué Wayne puede salirse con esencialmente el mismo que hizo la última vez." Kyle Anderson de la revista Entertainment Weekly dio "Ice" una calificación de B, y comentó que "el verso de Wayne es tibia, pero su control de confianza a través de este atasco sexo pervertido mantiene el foco más en los deseos carnales, y menos en el potencial de la congelación".

## Desempeño comercial
"Ice" hizo su debut en Hip-Hop Songs Hot R&B, de Billboard antes de ser liberado en formato digital. Después del lanzamiento, la canción subió desde el número 55 hasta el número 50 y saltó desde el número 41 hasta el número 26. En Billboard Hot 100, "Ice" debutó en la posición 100. Aunque la canción se cayó de la tabla de la siguiente semana, pero una vez más, la canción volvió a entrar Hot 100 en el número 100 y hasta ahora alcanzó el puesto número 88.

## Vídeo
El video musical de la canción se estrenó en la BET 106 & Park el 14 de noviembre de 2012 y fue dirigida por Matthew Rolston. Lil Wayne no aparece en el vídeo con Kelly Rowland, pero se lleva a cabo con los bailarines de fondo.

## Canciones
| Digital download – Clean 1. "Ice" (featuring Lil Wayne) – 4:09 | Digital download – Explicit 1. "Ice" (featuring Lil Wayne) – 4:09 |

## Posicionamiento
| Listas (2012-13)                       | Posiciones |
| -------------------------------------- | ---------- |
| South Korea (Gaon Chart)               | 25         |
| Estados Unidos (Billboard Hot 100)     | 88         |
| Estados Unidos (Hot R&B/Hip-Hop Songs) | 24         |

| Listas (2012)                        | Posiciones |
| ------------------------------------ | ---------- |
| US Hot R&B/Hip-Hop Songs (Billboard) | 92         |